# اس ان ۲۰۱۴ جی

ابرنواختر ۲۰۱۴ جی

اس ان ۲۰۱۴ جی ( به انگلیسی: SN 2014J ) نام یک ابرنواختر است که در ماه ژانویه سال ۲۰۱۴ در کهکشان مسیه ۸۲ واقع در صورت فلکی خرس بزرگ و با فاصله ۱۲ میلیون سال نوری از زمین کشف گردید